# بيوس كيلر
بيوس كيلر (بالألمانية: Pius Keller)‏ هو ناسك ومؤرخ ألماني، ولد في 1825 في Ballingshausen ‏ في ألمانيا، وتوفي في 1904 في مونرشتات في ألمانيا.